# Charles Bateman
Charles „Charlie“ Bateman (* 1922 in Youngstown; † 24. Januar 2004 in Orlando, Florida) war ein US-amerikanischer Jazzpianist.
Batemans Eltern spielten beide Klavier; er beschäftigte sich während seiner musikalischen Ausbildung zunächst mit klassischer Musik Mit  18 Jahren trat er als Solist mit dem Buffalo Symphony Orchestra auf. Mit circa zwanzig Jahren kam er nach New York City und setzte seine Ausbildung bei dem aus Deutschland stammenden Pianisten Bruno Eisner fort. Nachdem er sich schließlich dem Jazz zugewandt hatte, konzertierte er im Februar 1947 mit Louis Armstrong und dem Edmond Hall Sextett in der New Yorker Carnegie Hall. 1947 war er Pianist bei Sy Oliver; im folgenden Jahrzehnt arbeitete er mit Gene Ammons, Aaron Bell und Sonny Stitt. Nachdem drei Jahrzehnte keine weiteren Aufnahmen entstanden waren, spielte er 1981 in der Harlem Blues and Jazz Band, der u. a. auch Bobby Williams (tp), Eddie Durham (tb), Eddie Chamblee (ts), Lawrence Lucie (git) Johnny Williams (kb) Tommy Benford (dr) angehörten. Anfang der 1990er-Jahre verließ er die New Yorker Jazzszene und lebte bis zu seinem Tod Anfang 2004 in Florida. Im Bereich des Jazz war er zwischen 1947 und 1997 an 17 Aufnahmesessions beteiligt, zuletzt mit dem Panama Francis Quintett.